# Geodia copiosa
Espèce
Geodia copiosa est une espèce d'éponges de la famille des Geodiidae présente dans l'océan Pacifique sud au large de la Nouvelle-Zélande.

## Taxonomie
L'espèce est décrite en 2015 par les spongiologues Carina Sim-Smith (d) et Michelle Kelly (d),.

### Étymologie
Son épithète spécifique vient du latin copiosa qui signifie abondance, en raison de l'abondance de grands oxyastères dans le choanosome de cette espèce.

### Publication originale
- (en) Carina Sim-Smith et Michelle Kelly, « The Marine Fauna of New Zealand: Sponges in the family Geodiidae (Demospongiae; Astrophorina) », NIWA Biodiversity Memoir, vol. 128,‎ 2015, p. 1-102 (ISSN 1174-0043, e-ISSN 2463-638X, lire en ligne, consulté le 29 mars 2025).

## Description
Geodia copiosa est une espèce à forme aplatie, dont l'holotype a des dimensions de 80x80x40 mm, en surface au toucher comme du papier de verre, de couleur marron foncé en surface et jaune à l'intérieur.

## Répartition
L'espèce est présente au Cap Est, d'où provient l'holotype, au nord-est de la Nouvelle-Zélande, et non loin à l'ouest dans la baie de l'Abondance, dans une profondeur allant de 110 à 280 m,.